# Ryzjkovo

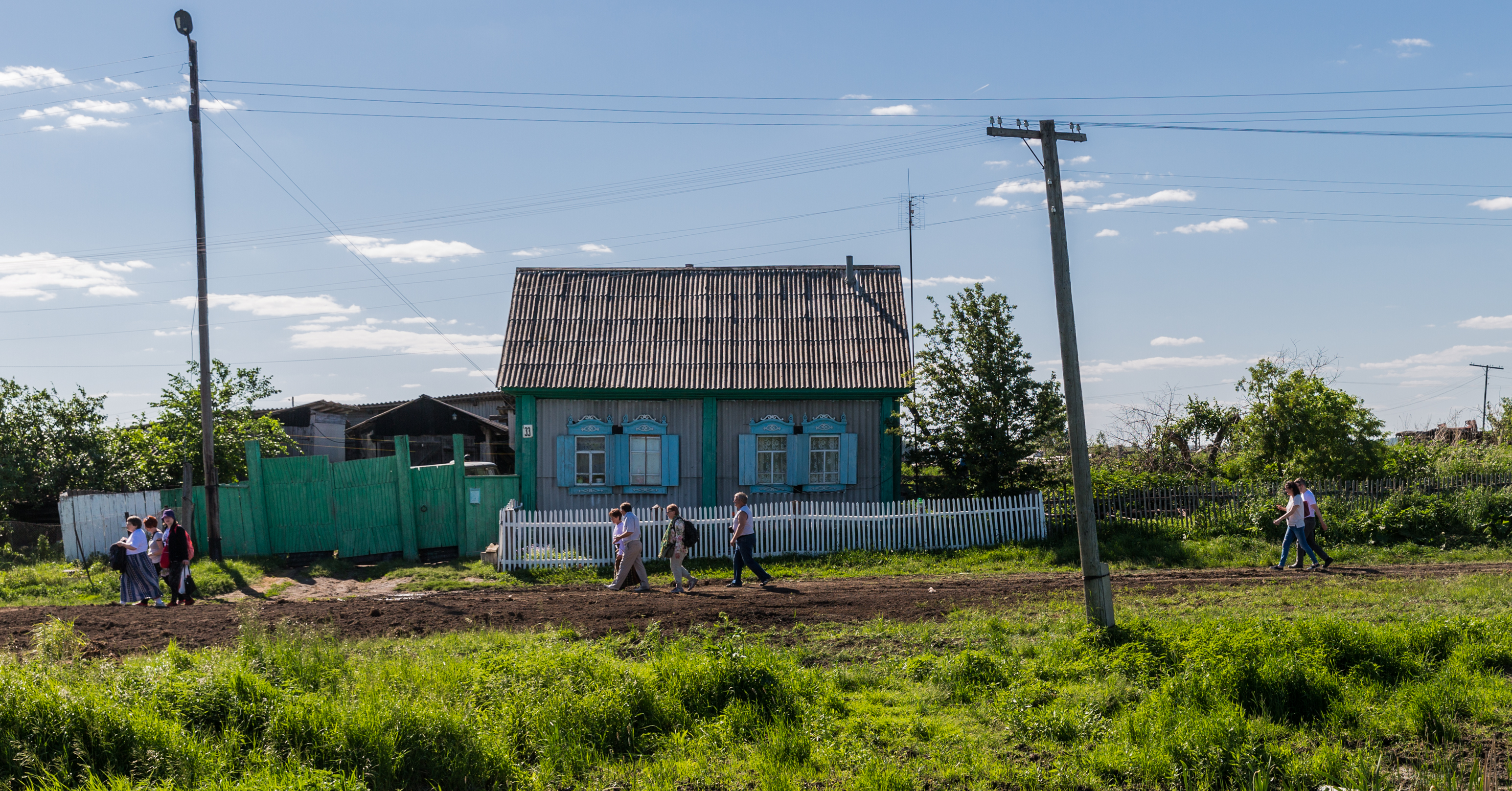
Ett hus i Ryzjkovo

Ryzjkovo (ryska: Рыжково; finska: Ryžkova, Ryžkovo) är en by i Omsk oblast, Ryssland. Byn är belägen cirka 200 km norr om Omsk. Ryzjkovo grundades år 1805 av ingermanlandsfinnar som landsförvisats till Sibirien. Från och med 1843 så började även kriminella förvisas till byn, vilket ledde till att flera flyttade från byn. Det återstår än idag folk i Ryzjkovo som kan talar finska.
År 1859 hade Ryzjkovo en befolkning på 1 653. Idag ligger folkmängden på runt 800.